# Бой под Жарновцем
Бой под Жарновцем — одно из сражений Январского восстания, произошедшее 8 (20) февраля 1863 года между польскими мятежниками и русскими регулярными войсками.

## Предыстория
На следующий день после поражения основных сил полковника Аполинария Куровского под Мехувом, случившегося 5 (17) февраля 1863 года, повстанческий арьергард общим числом от 200 до 400 человек под командованием Юзефа Новака начал поспешное отступление из контролируемого повстанцами Ойцува, по задумке мятежники намеревались уйти в Свентокшиское воеводство для соединения с отрядом генерала Мариана Лангевича.
Было решено пройти на северо-восток через Вольбром, так как прямой путь на север через Мехув, а также к австрийской границе были отрезаны русскими. Тем временем им навстречу вышла колона регулярных войск из Ченстохова. Об этом местные жители сообщили командующему на тот момент мятежным формированием Игнатию Добрскому, но тот, решив, что положение безнадежно, передал командование Юзефу Новаку, а сам дезертировал из отряда.
Новак же, решив избежать столкновения с крупными силами русских, повел свой отряд по бездорожью в направлении села Жарновец, где расквартированные регулярные войска имели значительно меньшую численность. Кроме того, от местных жителей Новаку стало известно, что в Радкуве стоит отряд полковника Антония Езеранского. Один из мятежников - Милош Сташинский был направлен Новаком в село с просьбой о помощи. Езеранский, узнав обо всем, направил на помощь Новаку 60 кавалеристов и ещё 400 пехотинцев под командованием полковника Юзефа Смичевского. Таким образом, село Жарновец оказалось между отрядами Смичевского, наступавшим с северо-востока, и отрядом Новака, шедшим с юго-запада.

## Бой
Днем 8 (20) февраля 1863 года небольшой отряд регулярных войск, расквартированный в Жарновце, был внезапно атакован с северо-запада мятежниками под командованием полковника Юзефа Смичевского. Между русскими и поляками завязалась перестрелка, однако вскоре командующий отрядом регулярных войск получил от тыловых конных разъездов информацию о том, что с противоположного, юго-западного направления к селу движется пешая колона мятежников общим числом от 200 до 400 человек. Поняв, что после прибытия повстанческого подкрепления русские окажутся в значительном меньшинстве, да ещё и зажатыми в селении с двух сторон неприятелем, он поспешно приказал трубить отступление, тем самым обеспечив победу мятежникам и разблокировав для Новака путь к соединению с Езеранским. Силы Новака прибыли на место уже после отступления русских из села и участия в бою не принимали.

## Последствия
По польским данным, мятежники потеряли в перестрелке 5 своих товарищей убитыми и 7 ранеными, все погибшие были похоронены в братской могиле в самом Жарновце в тот же день. О потерях, понесенных русскими, как и о их численности и командующем ничего неизвестно. Тем не менее, бой закончился полной победой повстанцев. Отряду Новака удалось соединиться сначала с Езеранским, а потом и с отрядом Лангевича и принять участие в первом Сражении за Малогощ.
Остальным силам Куровского, с ним же во главе, также удалось 9 (21) февраля соединиться с отрядом Лангевича, после чего 11 (23) февраля Куровский приказом Национального правительства был снят с должности командующего и отправился в Краков, где над ним должен был пройти суд. Остатки его отряда были переведены в подчинение Лангевича и более как самостоятельное вооруженное формирование не принимали участия в восстании.